# Tachyancistrocerus
Tachyancistrocerus är ett släkte av steklar. Tachyancistrocerus ingår i familjen Eumenidae.
Kladogram enligt Catalogue of Life:
| Tachyancistrocerus | \| \| Tachyancistrocerus aereus \| \| \| \| \| \| Tachyancistrocerus antiquus \| \| \| \| \| \| Tachyancistrocerus biblicus \| \| \| \| \| \| Tachyancistrocerus cyprius \| \| \| \| \| \| Tachyancistrocerus komarowi \| \| \| \| \| \| Tachyancistrocerus kostylevi \| \| \| \| \| \| Tachyancistrocerus pallidenotatus \| \| \| \| \| \| Tachyancistrocerus quabosi \| \| \| \| \| \| Tachyancistrocerus rhodensis \| \| \| \| \| \| Tachyancistrocerus schmidti \| \| \| \| \| \| Tachyancistrocerus serenus \| \| \| \| \| \| Tachyancistrocerus syriacus \| \| \| \| |
|                    | \| \| Tachyancistrocerus aereus \| \| \| \| \| \| Tachyancistrocerus antiquus \| \| \| \| \| \| Tachyancistrocerus biblicus \| \| \| \| \| \| Tachyancistrocerus cyprius \| \| \| \| \| \| Tachyancistrocerus komarowi \| \| \| \| \| \| Tachyancistrocerus kostylevi \| \| \| \| \| \| Tachyancistrocerus pallidenotatus \| \| \| \| \| \| Tachyancistrocerus quabosi \| \| \| \| \| \| Tachyancistrocerus rhodensis \| \| \| \| \| \| Tachyancistrocerus schmidti \| \| \| \| \| \| Tachyancistrocerus serenus \| \| \| \| \| \| Tachyancistrocerus syriacus \| \| \| \| |
|                    | Tachyancistrocerus aereus |
|                    | |
|                    | Tachyancistrocerus antiquus |
|                    | |
|                    | Tachyancistrocerus biblicus |
|                    | |
|                    | Tachyancistrocerus cyprius |
|                    | |
|                    | Tachyancistrocerus komarowi |
|                    | |
|                    | Tachyancistrocerus kostylevi |
|                    | |
|                    | Tachyancistrocerus pallidenotatus |
|                    | |
|                    | Tachyancistrocerus quabosi |
|                    | |
|                    | Tachyancistrocerus rhodensis |
|                    | |
|                    | Tachyancistrocerus schmidti |
|                    | |
|                    | Tachyancistrocerus serenus |
|                    | |
|                    | Tachyancistrocerus syriacus |
|                    | |